# Claude François Thomas Sandoz
Pour les articles homonymes, voir Sandoz.
Claude François Thomas Sandoz, né environ le 25 avril 1756 au Locle dans la Principauté de Neuchâtel, et mort dans un naufrage le 13 août 1804, est un général de la Révolution française.

## Ancien régime
Originaire d'une grande famille de Neuchâtel, il s'engage le 26 novembre 1770, dans le régiment de Hesse Philippsthal au service de la Prusse, dont Neuchâtel était alors une principauté. Le 22 décembre 1773, il passe au service de la France, dans le régiment de Castellas où il devient sous-lieutenant le 16 mai 1776, et lieutenant le 4 juillet 1784.

## Révolution française
En août 1790, Claude Sandoz participe à l'affaire de Nancy avant d'être licencié le 15 septembre 1792. Bénéficiant de l'appui de compatriotes dont le ministre Étienne Clavière, il obtient un poste de lieutenant-colonel dans la Légion germanique, puis devient adjudant-général chef de brigade dans l'armée des côtes de La Rochelle le 27 avril 1793. Il se distingue pendant la guerre de Vendée pour sa « chasse au catholiques ». Commandant l'armée républicaine à la première bataille de Luçon, il s'enfuit vraisemblablement du champ de bataille. Destitué le 3 juillet 1793, il est traduit devant un tribunal et acquitté le 28 août suivant, car protégé par les montagnards. Son remplaçant, le général Augustin Tuncq, est accueilli par ses hommes au son de « Vive Sandoz ! ».
Réintégré le 17 septembre 1793, il démissionne pour raisons de santé le 9 novembre 1793. Remis en activité puis employé à l'armée de Mayence, en décembre 1794, il est promu général de brigade provisoire à l'armée du Rhin le 13 juin 1795. Suspendu pour indignité le 24 janvier 1796, en raison de nombreuses malversations, il est condamné à trois mois de prison et destitué le 17 avril 1796. 
Il est autorisé à passer au service de l'Espagne le 4 septembre 1796, on le retrouve en janvier 1804, chargé d'une mission en Angleterre et à Jersey. Il meurt dans un naufrage le 13 août 1804.

### Source
- Jean-Pierre Jelmini, « Sandoz, Claude François » dans le Dictionnaire historique de la Suisse en ligne, version du 19 mars 2010.